# James South

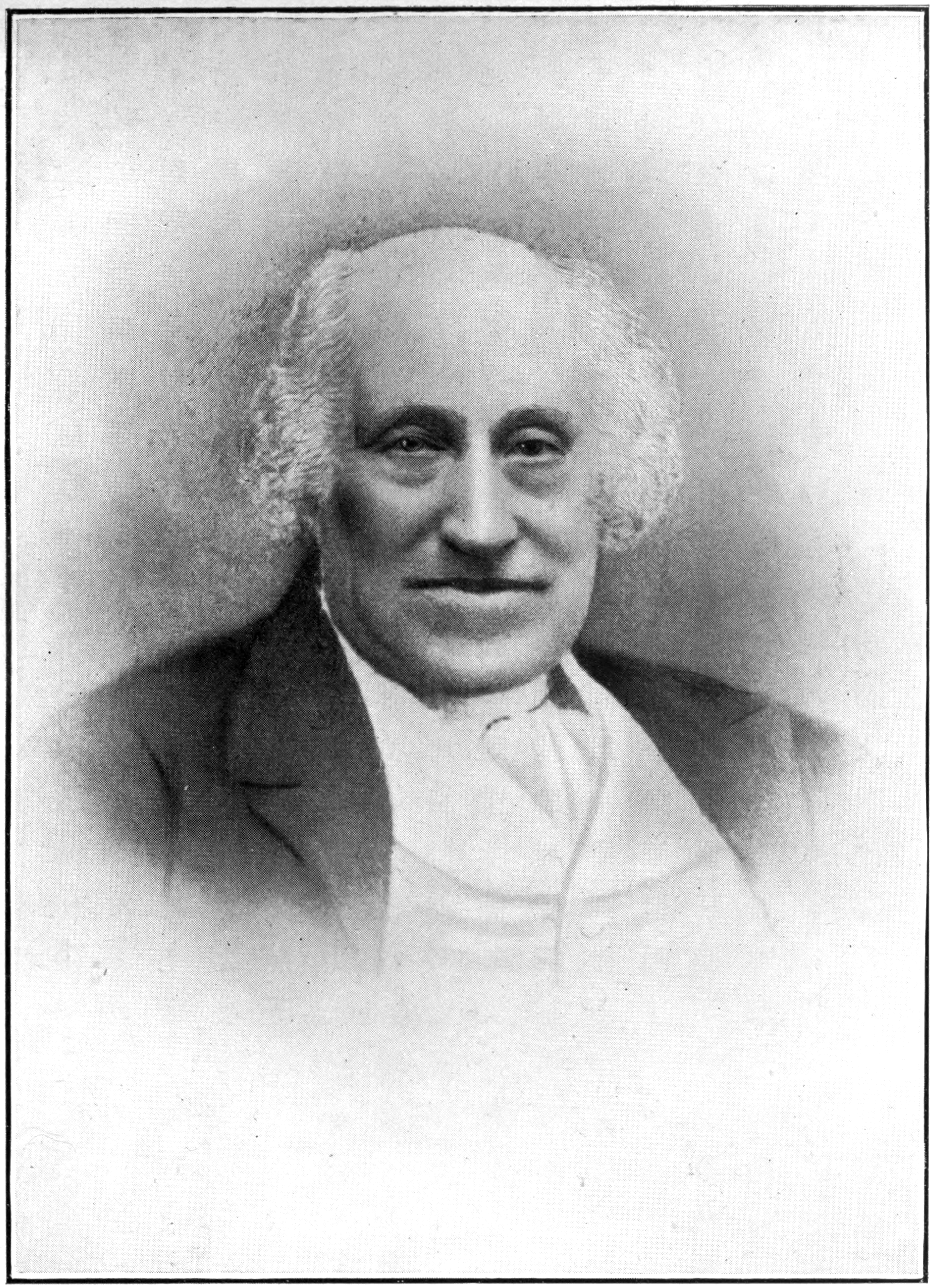
James South

Sir James South (* Oktober 1785 in Southwark; † 19. Oktober 1867 in Campden Hill, Kensington (London)) war ein britischer Astronom.

## Leben
James South wurde im Oktober 1785 als Sohn eines pharmazeutischen Chemikers im Londoner Distrikt Southwark geboren. Einige Quellen geben genauer den 21. Oktober an, die meisten beschränken sich aber auf die Angabe des Monats.
Er studierte Medizin und begann eine Karriere als Chirurg. Durch seinen Nachbarn Joseph Huddart beeinflusst entwickelte er ein Interesse an der Astronomie.
1816 machte ihn die Eheschließung mit Charlotte Ellis wohlhabend, er gab die Medizin auf und widmete sich fortan seiner astronomischen Neigung.
South richtete sich in seinem Haus ein Observatorium ein, erwarb ein 3,75-Zoll-Fernrohr von Huddart, ein zweites 5-Zoll-Fernrohr sowie ein Passageninstrument des renommierten Instrumentenbauers Edward Troughton.
1820 war er Gründungsmitglied der Astronomical Society of London, aus der 1831 die Royal Astronomical Society hervorging.
1821 wurde er Fellow der Royal Society und 1822 auf Vorschlag Troughtons hin Fellow der Royal Society of Edinburgh.

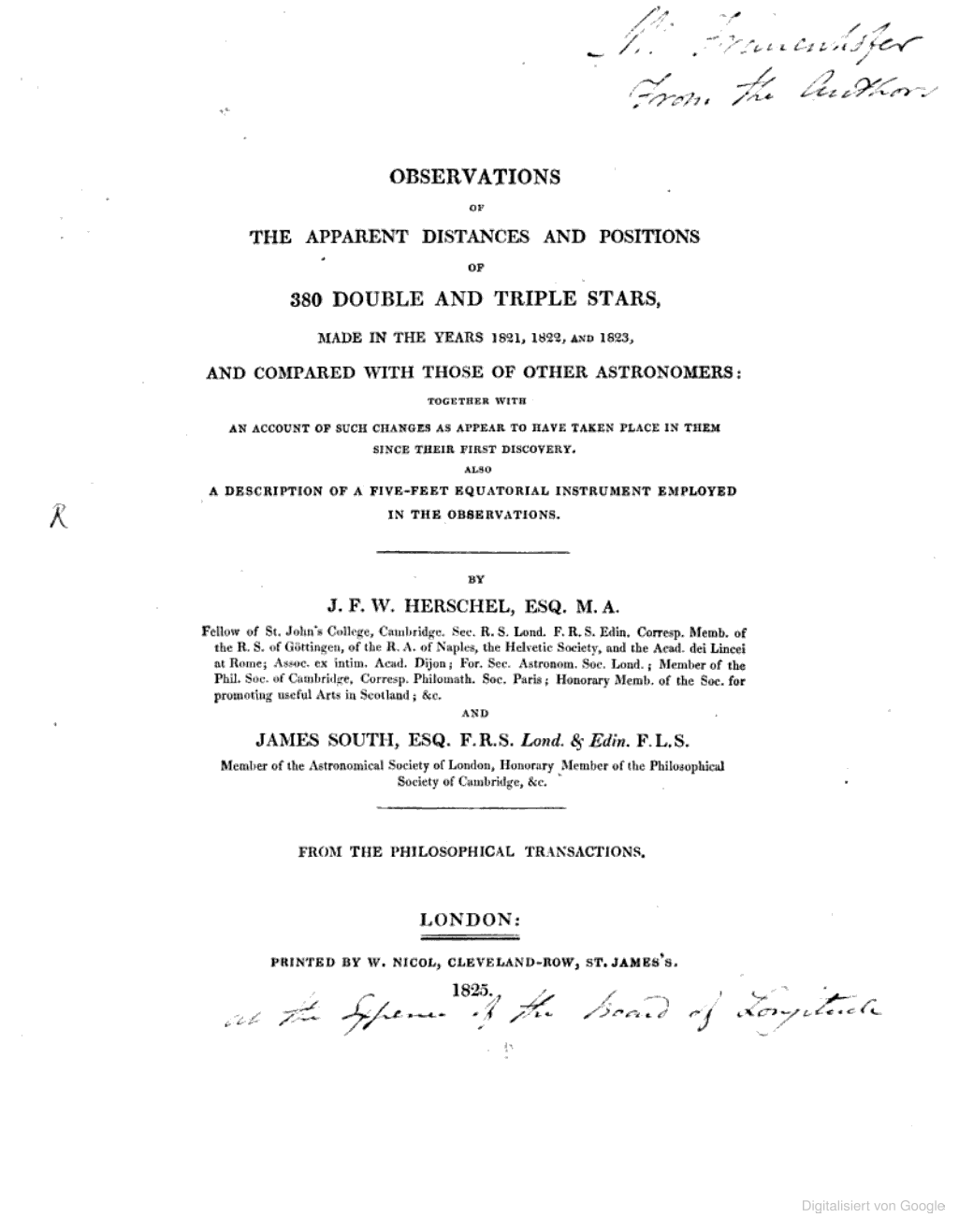
Titelseite des Katalogs von Herschel und South

Zusammen mit John Herschel arbeitete South an einer Neuvermessung der früher von Wilhelm Herschel ermittelten Positionen von Doppelsternen und Mehrfachsystemen, um durch Änderungen auf gravitative Effekte schließen zu können. Daraus entstand in den Jahren 1821 bis 1823 ein Katalog von 380 Sternen, den sie 1824 der Royal Society vorlegten und der ihnen die Goldmedaille der Astronomical Society sowie den Lalande-Preis einbrachten. Dies war die einzige Zusammenarbeit zwischen South und Herschel.
1824 verlegte South wegen der schlechter werdenden Beobachtungsbedingungen sein größeres Instrument nach Passy nahe Paris und setzte die Beobachtung von Doppelsternen fort, kehrte aber schließlich nach England zurück. Er baute sich in Campden Hill in Kensington (London) ein neues Observatorium auf, erwarb dazu eine 12-Zoll-Linse von Robert-Aglaé Cauchoix und betraute seinen Freund Troughton mit der äquatorialen Montierung, woraus sich später eine unerfreuliche Auseinandersetzung ergeben sollte, siehe unten.
Unzureichende Genauigkeiten in Tafeln wurden von vielen Astronomen der Hitzeeinwirkung der Sonne auf die verwendeten Teleskope geschuldet. South konnte allerdings durch entsprechende Experimente nachweisen, dass dieser Effekt viel zu klein zur Erklärung der Abweichungen war und daher ein Mangel der Tafeln selbst sein musste.
Er beschäftigte sich auch mit einer älteren Arbeit von Ole Rømer und Giovanni Domenico Cassini aus dem Jahre 1672, die eine ausgedehnte Atmosphäre des Mars zum Gegenstand hatte. South beobachtete dazu eine Sternbedeckung durch den Mars und kam zu dem Schluss, dass die Marsatmosphäre sehr dünn ist, so dass es entweder physikalische Veränderungen gegeben haben müsse oder aber die Beobachtungen von Rømer und Cassini unhaltbar seien.

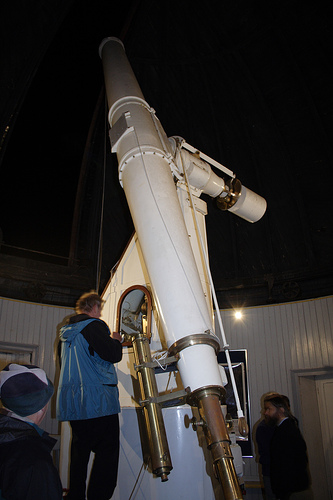
12-Zoll-Grubb-Teleskop im South-Dome des Dunsink Observatoriums

South galt als streitlustiger Querulant, der auch zu Übertreibungen neigte. Manche seiner Kritikpunkte waren berechtigt, wie etwa die an der Qualität des Nautischen Almanachs, der seiner kontinentalen Entsprechung unterlegen war, doch war die Form des Angriffs nicht geeignet, sich bei seinen Zeitgenossen beliebt zu machen. Er war von 1829 bis 1831 Präsident der von ihm mitgegründeten Astronomical Society of London und gegen Ende dieser Zeit erhielt diese den königlichen Status und wurde zur Royal Astronomical Society. Da die Statuten nur eine maximale Präsidentschaft von zwei Jahren erlaubten, war es South zu dessen Verärgerung verwehrt, erster Präsident der Royal Astronomical Society zu werden. Er hielt sich daher nicht mit Kritik an der Society, der er einen wissenschaftlichen Verfall attestierte, zurück.
Besonders berüchtigt war sein Streit mit seinem ehemaligen Freund Edward Troughton, mit dessen oben erwähnter Montierung der von Cauchoix erworbenen Linse er nicht zufrieden war und daher die fällige Zahlung verweigerte. Troughton strengte in dieser Sache eine Klage gegen South an und gewann schließlich, was South finanziell und gesellschaftlich geschädigt zurückließ. Daraufhin zerbrach South die Montierung, lediglich die Linse blieb verschont und er vermachte diese dem Dunsink Observatory in der Nähe von Dublin, wo sie in einem von Thomas Grubb gebauten Teleskop im nach South benannten South-Dome Verwendung fand. Nach seinem Tode gefundene Notizen zeigten, dass er sich von dieser Niederlage nie ganz erholt hatte. In hohem Alter wehrte er sich gegen den Bau einer Eisenbahntrasse, die nahe dem Royal Greenwich Observatory vorbeiführen sollte. Zu diesem Zweck baute er in der Nähe des Watford-Tunnels im Norden Londons eigens ein Observatorium, um die durch vorbeifahrende Züge entstehenden Erschütterungen zu messen, und veröffentlichte seine Ergebnisse in den Proceedings of the Royal Society of London.
In seinen letzten Jahren war South nahezu völlig taub und teilweise erblindet. Er starb am 19. Oktober 1867 in Campden Hill und wurde auf dem Highgate Cemetery begraben.

## Ehrungen
- 1824, Verleihung der Goldmedaille der Royal Astronomical Society für den mit Herschel erstellten Katalog.[6]
- 1825, Verleihung des Lalande-Preises für den mit Herschel erstellten Katalog.[6]
- 1826 erhielt er die Copley-Medaille der Royal Society für die Fortsetzung des zuvor genannten Katalogs.[7]
- 1831 wurde South auf Empfehlung des Duke of Wellington mit einer jährlichen Zuwendung von 300 Pfund zum Ritter geschlagen.[7]
- Die University of Cambridge verlieh South 1833 die Ehrendoktorwürde.[1]
- Im Jahre 1935 benannte die Internationale Astronomische Union den Mondkrater South offiziell nach James South.[12]
- 1973 erfolgte die Benennung des Marskraters South nach James South.[13]